# Epidendrum pajitense
Epidendrum pajitense är en orkidéart som beskrevs av Charles Schweinfurth. Epidendrum pajitense ingår i släktet Epidendrum och familjen orkidéer.
Artens utbredningsområde är Panamá. Inga underarter finns listade i Catalogue of Life.